# Haila Mompié
Haila María Mompié González (28 de enero de 1974), más conocida como Haila Mompié o simplemente Haila, es una cantante cubana especializada en son y timba, conocida por ser la vocalista principal de Azúcar Negra, excantante del grupo Bamboleo y por su carrera en solitario.

## Vida y carrera
Haila nació el 28 de enero de 1974 en Amancio, Las Tunas, Cuba. Su padre cantaba como aficionado y su madre era estilista. Inició sus estudios musicales a los nueve años en Santiago de Cuba, donde estudió danza. A los 15 años su familia se mudó a La Habana, lo que detuvo su progresión en la danza brevemente. Allí conoció al famoso cantante de son Yaquelín Castellanos, a quien le gustaba mucho la habilidad para el canto de Haila. A Haila se le ofreció un puesto en el grupo Septeto Tradición, que tocaba principalmente al estilo tradicional de los septetos de son de las décadas de 1920 y 1930. Posteriormente actuó en el cabaret Las Avenidas y se incorporó al grupo Habana Son. Con el proyecto Guajira Habanera tuvo su primera actuación extranjera en 1994 en México. En septiembre de 1994 se incorporó al grupo Bamboleo como vocalista. Grabó dos álbumes con ellos y actuó en diferentes países, ganando reputación como cantante.
Junto al músico y compositor Leonel Limonta, Haila fundó en 1998 Azúcar Negra, una banda de timba asociada a Bis Music, con la que llevó a cabo actuaciones exitosas en Europa y América Latina. La canción "Andar andando" se convirtió en su mayor éxito.

### Carrera en solitario
En el año 2000 Haila comenzó su carrera en solitario. Colaboró en La rumba soy yo, un álbum de rumba de varios artistas premiado con el Grammy Latino al Mejor Álbum Folk en 2001. Ese año se lanzó su álbum debut homónimo, al que siguió un álbum en vivo en 2002. En 2004 lanzó Diferente, producido por David Calzado, líder de Charanga Habanera.  En 2011 lanzó Mala, producida por Aned Mota, su esposo y ex vocalista de Charanga Habanera. Mala ganó el premio Cubadisco en la Categoría de Música Latina en 2012. Su último álbum es Cómo voy a decirte, lanzado en 2015.
En 2019 lanzó una colaboración junto a la artista española Pilar Boyero con la canción Sarandonga, de Compay Segundo.

## Discografía
- Haila (2001)
- En vivo (2002)
- Diferente (2004)
- Tal como soy (2008)
- Mala (2011)
- Mi ritual (2015)
- Mujer de acero (2017)
- Sonando duro (2019)
- Con todo respeto Haila canta a Armando Manzanero (2019)
- Con un canto a la sonrisa (2020)